# Красний Адуй
Кра́сний Аду́й (рос. Красный Адуй) — селище у складі Верхньопишминського міського округу Свердловської області.
Населення — 108 осіб (2010, 50 у 2002).
Національний склад станом на 2002 рік: росіяни — 96 %.